# Dominància incompleta
La dominància incompleta és la interacció genètica en la qual els homozigots són fenotípicament diferents als heterozigots. Els encreuaments que tenen una dominància incompleta són aquells en els quals no existeix tret dominant, ni recessiu.
Suposant que la forma dels ulls estigués determinada per un gen que el seu homozigot dominant dona forma gran i rodona i l'homozigot recessiu dona una forma semiallargada, i l'heterozigot resulti amb forma aplatada i més allargada que la de qualsevol progenitor homozigot per a aquesta característica, es pot tenir l'exemple en els progenitors IJ i KL i mostrar-se en l'heterozigot IJKL.

## Herència intermèdia
L'herència intermèdia es produeix quan dos al·lels expressen la informació en la mateixa mesura.
El resultat és un híbrid o heterozigot amb un fenotip que presenta característiques intermèdies entre els dos progenitors.
És el cas de l'herència del color de les flors de la flor de nit, que té dues varietats pures: una de flors vermelles i una de flors blanques.
L'encreuament entre varietats homozigòtiques (RR), amb flors de color vermell, i varietats homozigòtiques (BB), amb flors de color blanc, origina una F1 uniforme d'individus híbrids (RB), amb flors de color rosa.
En aquest cas es compleix la primera llei de Mendel, ja que totes les plantes amb flors vermelles, roses i blanques, en proporció 1:2:1, respectivament. Per tant, també en aquest cas es manifesten els al·lels per al color vermell i blanc que havien quedat ocults en la F1.
Pel que fa al genotip, es compleixen exactament les dues primeres lleis de Mendel. En canvi, els resultats fenotípics no s'ajusten als esperats segons Mendel.
Tanmateix, que hi hagi herència intermèdia no significa que l'herència dels dos al·lels hagi de ser al 50% cadascun i, per tant, que el resultat fenotípic sigui exactament l'intermedi dels fenotips inicials.
Són freqüents els casos en què la participació dels al·lels en el fenotip es troba en una proporció de 60:40, 75:25, etc.